# 新上五島町立東浦小学校
新上五島町立東浦小学校（しんかみごとうちょうりつ ひがしうらしょうがっこう）は長崎県南松浦郡新上五島町阿瀬津郷にある公立小学校。略称「東小」（ひがししょう）。五島列島の中通島に位置している。

## 概要
歴史
1874年（明治7年）創立の鯛之浦尋常小学校と1875年（明治8年）創立の七目尋常小学校が1912年（明治45年）に統合され「東浦尋常小学校」となった。2014年（平成26年）に創立140周年を迎えた。
校区
住所表記で「長崎県南松浦郡新上五島町」のうち有川地区（七目、中野、奥浦、阿瀬津、鯛ノ浦、東神ノ浦、船隠、佐野原）。
中学校区は新上五島町立有川中学校。
学校教育目標
「学びの道につとめいそしみ、花の心と伸びる体をもつ子どもの育成」
校章
月桂樹をリボンで結んだものと左右に広がる三本の線を背景にして、中央に校名の「東小」の文字（縦書き）を置いている。
校歌
1952年（昭和27年）に制定。

## 沿革
前史（鯛之浦尋常小学校）
- 1874年（明治7年）5月1日 - 「第五大学区第五中学区太田小学校 鯛之浦分校」として創立。
- 1878年（明治11年）4月 - 太田小学校が有川小学校の分校になったことにより、「有川学区公立有川小学校 鯛之浦分校」となる。
- 1886年（明治19年）9月 - 小学校令の施行により、有川小学校から分離し「簡易鯛之浦小学校」として独立。修業年限を3年とする。
  - 阿瀬津分校を阿瀬津分舎とする。
- 1889年（明治22年）4月 - 町村制の施行により、有川村立の小学校となる。
- 1893年（明治26年）5月 - 「鯛之浦尋常小学校」に改称。修業年限を4年とする。
- 1901年（明治34年）4月1日 - 阿瀬津分舎を阿瀬津分教場とする。
- 1907年（明治40年）4月1日 - 小学校令の改正により修業年限が4年から6年に延長されたことにより、尋常科5年を新設。
- 1908年（明治41年）4月1日 - 尋常科6年を新設。
- 1910年（明治43年）3月 - 裁縫科を設置。

前史（七目尋常小学校）
- 1875年（明治8年）2月1日 - 「第五大学区第五中学区有川小学校七目分校」が創立。
- 1886年（明治19年）9月 - 小学校令の施行により、有川小学校から分離し「簡易七目小学校」として独立。修業年限を3年とする。
- 1889年（明治22年）4月 - 町村制の施行により、有川村立の小学校となる。
- 1893年（明治26年）5月 - 「七目尋常小学校」となる。修業年限を4年とする。
- 1907年（明治40年）4月1日 - 小学校令の改正により修業年限が4年から6年に延長されたことにより、尋常科5年を新設。
- 1908年（明治41年）4月1日 - 尋常科6年を新設。
- 1910年（明治43年）3月 - 裁縫科を設置。

前史（阿瀬津分校）
- 1975年（明治8年）9月 - 「第五大学区第五中学区太田小学校 阿瀬津分校」が設置される
- 1878年（明治11年）4月 - 太田小学校が有川小学校の分校になったことにより、「有川学区公立有川小学校 阿瀬津分校」となる。
- 1886年（明治19年）9月 - 「簡易鯛之浦小学校 阿瀬津分舎」となる。
- 1893年（明治26年）5月 - 「鯛之浦尋常小学校 阿瀬津分舎」となる。
- 1901年（明治34年）4月1日 - 「鯛之浦尋常小学校 阿瀬津分教場」となる。

統合・東浦小学校
- 1912年（明治45年）4月1日 - 鯛之浦尋常小学校と七目尋常小学校の2校が統合され、「東浦尋常小学校」が発足。校長に宮田周馬が就任。
  - 新校舎が完成するまでの間、鯛之浦・七目の旧2校および阿瀬津分教場を使用して授業が実施される。
- 1915年（大正4年）4月 - 新校舎が完成。
- 1918年（大正7年）4月1日 - 高等科を併置し、「東浦尋常高等小学校」（尋常科6年・高等科2年）に改称。
- 1919年（大正8年）4月1日 - 高等科に農業科を新設。
- 1922年（大正11年）4月22日 - 校旗を制定。
- 1923年（大正12年）
  - 3月18日 - 校地を拡張。
  - 4月27日 - 校舎前の川に石橋を架設。
- 1924年（大正13年）1月22日 - 校舎を増築。
- 1928年（昭和3年）
  - 4月29日 - 運動場を拡張。
  - 10月19日 - 北側3教室を増築。
- 1934年（昭和9年）10月17日 - 有川町の発足により、有川町立の小学校となる。
- 1935年（昭和10年）6月 - 併設の東浦実業補習学校が（有川町立）東浦青年学校に改称。
- 1941年（昭和16年）4月1日 - 国民学校令の施行により、「有川町東浦国民学校」に改称。尋常科を初等科に改める（初等科6年・高等科2年）
- 1943年（昭和18年）4月 - 併設の東浦青年学校が有川高等実業青年学校に統合される。
- 1947年（昭和22年）4月1日 - 学制改革（六・三制の実施）が行われる。
  - 国民学校の初等科が「有川町立東浦小学校」（修業年限6年）に改組される。
  - 国民学校の高等科が新制中学校「有川町立東浦中学校」（修業年限3年）に改組され、当面の間小学校に併設される。
- 1948年（昭和23年）4月1日 - 東浦中学校が統合により「有川町立有川中学校 東浦分校」となり、東浦小学校に併設される。
- 1950年（昭和25年）9月1日 - 有川中学校東浦分校の校舎が完成したため、東浦小学校との併設を解消[1]。
- 1952年（昭和27年）3月20日 - 校歌を制定。
- 1958年（昭和33年）- 老朽化した木造校舎を解体。
- 1959年（昭和34年）10月 - 鉄筋コンクリート造2階建ての新校舎が完成。
- 1962年（昭和37年）3月31日 - へき地集会所が完成。
- 1964年（昭和39年）3月20日 - ミルク給食を開始。
- 1972年（昭和47年）8月2日 - 第二運動場が完成。
- 1973年（昭和48年）
  - 4月16日 - 有川町立東浦幼稚園が併設される。
  - 12月21日 - 園舎の完成により、幼稚園との併設を解消。
- 1975年（昭和50年）1月21日 - 創立100周年記念式典を挙行。
- 1976年（昭和51年）12月15日 - 体育館が完成。
- 1981年（昭和56年）
  - 7月1日 - 東浦青少年育成会を結成。
  - 10月5日 - 校旗・学校旗が授与される。
- 1983年（昭和58年）10月27日 - なかよし橋が架設される。
- 2004年（平成16年）8月1日 - 新上五島町の発足により、「新上五島町立東浦小学校」（現校名）に改称。
- 2009年（平成23年）4月1日 - 新上五島町立神之浦小学校を統合。

## 周辺
- 新上五島町立東浦幼稚園
- カトリック鯛之浦教会
- 鯛之浦郵便局
- 九州電力送配電新有川発電所

## アクセス
最寄りのバス停
- 西肥自動車（西肥バス）五島営業所「中野」バス停

最寄りの国道・県道
- 長崎県道22号有川奈良尾線

## 参考資料
- 「有川町郷土誌」（1994年（平成6年）2月20日発行, 有川町郷土誌編集・編纂委員会）p.649-